# Државни пут 46
Државни пут 46 је пут IБ реда у средишњој Србији, у оквиру Шумадије. Повезује област Груже са западним Поморављем. Постојећи пут је у целости магистрални пут са две саобраћајне траке. Пре задње рекласификације пут је био IIA класе са ознаком 182.

## Траса пута
| \| км \| \| \| Везе \| \| -- \| --------- \| \| ------------------- \| \| 0 \| Равни Гај \| \| Крагујевац, Краљево \| \| 3 \| \| \| 109 Лапово-Краљево \| \| 5 \| Кнић \| \| Баре \| \| 9 \| \| \| Гружанско језеро \| \| 22 \| Мрчајевци \| \| Чачак, Краљево \| |           |  |                     |
| км |           |  | Везе                |
| 0 | Равни Гај |  | Крагујевац, Краљево |
| 3 |           |  | 109 Лапово-Краљево  |
| 5 | Кнић      |  | Баре                |
| 9 |           |  | Гружанско језеро    |
| 22 | Мрчајевци |  | Чачак, Краљево      |